# Euonymus mexicanus
Euonymus mexicanus är en benvedsväxtart som beskrevs av George Bentham. Euonymus mexicanus ingår i släktet Euonymus och familjen Celastraceae. Inga underarter finns listade.